# BMW Williams F1 Team Racing Challenge
BMW Williams F1 Team Racing Challenge es un videojuego de carreras de Fórmula 1 top-down de 2005 desarrollado por InfoSpace Games Elkware y publicado por InfoSpace Mobile para J2ME en conjunto con ingenieros del equipo BMW.

## Jugabilidad
Compites contra cinco jugadores de IA para ganar las copas de carreras en tres continentes diferentes. En cuatro carreras en cada continente, debes decidir qué neumáticos se ajustan mejor y cuándo hacer una parada para cambiar neumáticos y recargar combustible. Los cambios climáticos no son infrecuentes y tus enemigos utilizarán todas las fallas de conducción. Los modos de juego incluyen entrenamiento, campeonato, contrarreloj y eliminación.